# Channel Rock, Argentine Islands
Channel Rock är en ö i Antarktis. Den ligger i havet utanför Västantarktis i ögruppen Argentine Islands. Argentina, Chile och Storbritannien gör anspråk på området.